# Liste der Naturdenkmale in Emmelshausen
Die Liste der Naturdenkmale in Emmelshausen nennt die im Gemeindegebiet von Emmelshausen ausgewiesenen Naturdenkmale (Stand 13. Mai 2024).

## Ehemalige Naturdenkmale
| Nr. | Bezeichnung        | Lage                                                             | Beschreibung                                             | Bild                                    |
| --- | ------------------ | ---------------------------------------------------------------- | -------------------------------------------------------- | --------------------------------------- |
|     | Drei Traubeneichen | Basselscheid, südwestlich des Ortes; Flur Hinter den Gärten Lage | Quercus petraea, drei Bäume; Rechtsverordnung aufgehoben | Direkt Bild zu diesem Denkmal hochladen |